# Non-no
 Non-no (Nhật: ノン－ノ Hepburn: non-no) là một tạp chí thời trang và lối sống dành cho phụ nữ được phát hành bởi Shueisha.Tạp chí có trụ sở chính đặt tại Tokyo.
Men's Non-no, nhắm đến đối tượng nam giới, được phát hành lần đầu năm 1987.

## Lịch sử
Tạp chí được phát hành hai lần mỗi tháng vào năm 1971. Ấn bản đầu tiên ra đời vào tháng Hai cùng năm. Giống như CanCam, Non-no có lịch sử lâu đời hơn so với những tạp chí thời trang Nhật Bản khác như Cawaii!, Olive.
Thay vì tập trung vào những chuyện phiếm, Non-no và tạp chí phụ nữ an an giúp các độc giả tìm hiểu và phát triển bản thân.
Shueisha phát hành tạp chí tương tự dành cho phái mạnh Men's Non-no vào ngày 25 tháng 5 năm 1987.
Năm 1978 số lượng phát hành của Non-no đạt 850,000 bản.

## Những người mẫu độc quyền

### Hiện tại
- Haru Izumi (2013–nay)[10]
- Yuko Araki (2014–nay)[11]
- Yuuna Suzuki (2014–nay)[12]
- Yūka Suzuki (2014–nay)[13]
- Riho Takada (2014–nay)[13]
- Fumika Baba (2015–nay)[14]
- Nishino Nanase (2015–nay)[15]
- Anri Okamoto (2015–nay)[16]
- Yua Shinkawa (2015–nay)[17]
- Mana Kinjō (2016–nay)[18]
- Eri Satō (2016–nay)[18]
- Rena Takeda (2016–nay)[18]
- Nanaka Matsukawa (2017–nay)[19]
- Risa Watanabe (2017–nay)[19]
- Aina Yamada (2017–nay)[19]
- Manami Enosawa (2018–nay)[20]
- Asuka Kijima (2018–nay)[21]
- Raimu Taya (2018–nay)[21]

### Quá khứ
- Airi Tanaka
- Akiko Kikuchi
- Anne Watanabe[22]
- Ayumi
- Azusa Takehana
- Emi
- Etsuko Sugai
- Hana
- Hana Matsushima
- Izumi Yamaguchi
- Keiko Kurihara
- Lina Ohta
- Manami Teruya
- Michi Ōmori
- Miki
- Momoko Nagano
- Nishida Naomi
- Noriko Amakasu
- Satsuki Katayama
- Shiho
- Yasue Sato
- Yuko Gomiyo
- Sachie Futamura
- Mina Sayado
- Yasuko Matsuyuki (1990s)[23]
- Yui Natsukawa (1990s)[23][24]
- Ryō (1990s)[23]
- Sachiko Katō (1990s)
- Koyuki (1990s)[23]
- Kimiko Mori (1999–2001)
- Miho Tanaka (2000–2012)
- Ema Fujisawa (2001–2005)
- Sachiko Ogata (2002–2005)
- Rena Takeshita (2004–2009)
- Miyu Kogawa (2004–2010)
- Momoko Kuroki (2005–2007)
- Mew Azama (2006–2007)
- Miyu (2006–2010)
- Saori Watanabe (2007–2010)
- Emi Takahashi (2007–2011)
- Mikiko Yano (2008–2012)
- Cecil Kishimoto (2008–2015)
- Yumi Yamamoto 2009–2010)
- Moeka Nozaki 2009–2012)
- Nanao (2010–2011)
- Naoko Akatani (2010–2012)
- Shiori Sato (2010–2012)
- Nanaka (2010–2012)
- Nozomi Sasaki (2010–2013)
- Arisa Sato (2010–2014)
- Tsubasa Honda (2010–2018)[25]
- Arisa Nishida (2011–2013)
- Noa Iwamoto (2011–2013)
- Nagisa Ōshima (2011–2013)
- Erena Mizusawa (2011–2013)[26]
- Kyoko Hinami (2011–2013)[27]
- Aya Ōmasa (2011–2016)[28]
- Mao Ueda (2011–2016)
- Mio Uema (2012–2013)
- Saori Seto (2012–2014)
- Moe Arai (2012–2014)
- Azusa Mine (2012–2014)
- Mirei Kiritani (2012–2015)
- Haru (2012–2015)
- Sayaka Okada (2012–2018)
- Azusa Okamoto (2012–2018)
- Honoka Miki (2013–2014)[10][29]
- Sachie Futamura (2013–2015)
- Seika Taketomi (2013–2016)[30]
- Hinako Kinoshita (2013–2017)[10][31]
- Miki Sato (2014–2016)[32]
- Kang Ji-young (2014–2016)
- Akiko Kuji (2014–2017)[13][33]
- Nina Endō (2014–2018)[13]
- Mina Sayado (2015–2018)